# Juntos por el Cambio
Junts pel Canvi o Juntos por el Cambio en castellà, de vegades abreujat JXC, és una coalició política electoral inscrita a l'Argentina per participar en les eleccions nacionals de l'Argentina de 2019. És una ampliació de l'aliança Cambiemos, que va guanyar les eleccions el 2015. És liderada per l'expresident Mauricio Macri i integrada principalment pel PRO, l'UCR, la Coalició Cívica i alguns sectors del peronisme.
La coalició va competir en les eleccions presidencials de 2019 amb la fórmula Mauricio Macri-Miguel Ángel Pichetto per a president i vicepresident respectivament, i va quedar en el segon lloc, amb el 40,28% dels vots, darrere de la fórmula peronista Alberto Fernández-Cristina Fernández de Kirchner, que es va imposar en primera volta amb el 48,24% dels sufragis.

## Partits integrants
Junts pel Canvi està integrat pels següents partits polítics:
| Partit                                  | President              |
| --------------------------------------- | ---------------------- |
| Propuesta Republicana                   | Patricia Bullrich      |
| Unió Cívica Radical                     | Alfredo Cornejo        |
| Coalició Cívica ARI                     | Maximiliano Ferraro    |
| Movimiento de Integración y Desarrollo  | Juan Pablo Carrique    |
| Unió Popular                            | Graciela DeVita        |
| Partit Nacionalista Constitucional UNIR | Alberto Asseff         |
| Confianza Pública                       | Graciela Ocaña         |
| Partit Demòcrata Progressista           | Ana Isabel Copes       |
| Partit del Diàleg                       | Carlos Andrés Paredero |